# 德多明帕耶
德多明帕耶（發音：[ðədó mɪ́ɴbjá]，1345年—約1367年9月），舊譯他拖彌婆耶，本名羅睺羅（ရာဟုလာ），他是緬甸阿瓦王朝的建立者，1364年至1367年間在位。德多明帕耶是實皆公主索敏與太公總督德多信滕的兒子，實皆國王明標的繼子。他於1364年繼承實皆王位，滅亡彬牙王國。1365年，德多明帕耶遷都阿瓦，建立阿瓦王朝。

## 生平

### 早年
羅睺羅的母親索敏是實皆王國建立者蘇雲的長女，父親德多信滕是太公城的總督，據說其世系可以追溯到傳說中的太公王國。德多信滕的族源不明，一說其為撣族。羅睺羅有兩個妹妹，欣紹基與紹翁瑪。德多信滕在紹翁瑪出生不久就去世了，索敏與明標再婚。1352年，明標登基為實皆國王。
1356年起，實皆王國面臨北方麓川年復一年的劫掠。1360年（或1361年），羅睺羅被繼父明標任命為太公總督，以德多明帕耶為稱號戍守實皆王國的北疆。德多明帕耶沒能抵禦麓川的劫掠軍，1362年至1363年間，麓川軍洗劫了南抵彬牙城的廣大地區。1363年的旱季，麓川軍再度襲來並攻破太公城，德多明帕耶勉強逃回實皆，被憤怒的明標囚禁至實皆南方的賈卡瓦亞（ကြခတ်ဝရာ，Kya-Khat-Wa-Ya）。麓川軍三面圍攻實皆城，1364年4月，實皆城破，明標乘船南逃至賈卡瓦亞。德多明帕耶此時已在宮廷友人的協助下恢復自由，隨後，德多明帕耶處死了明標。

### 統治

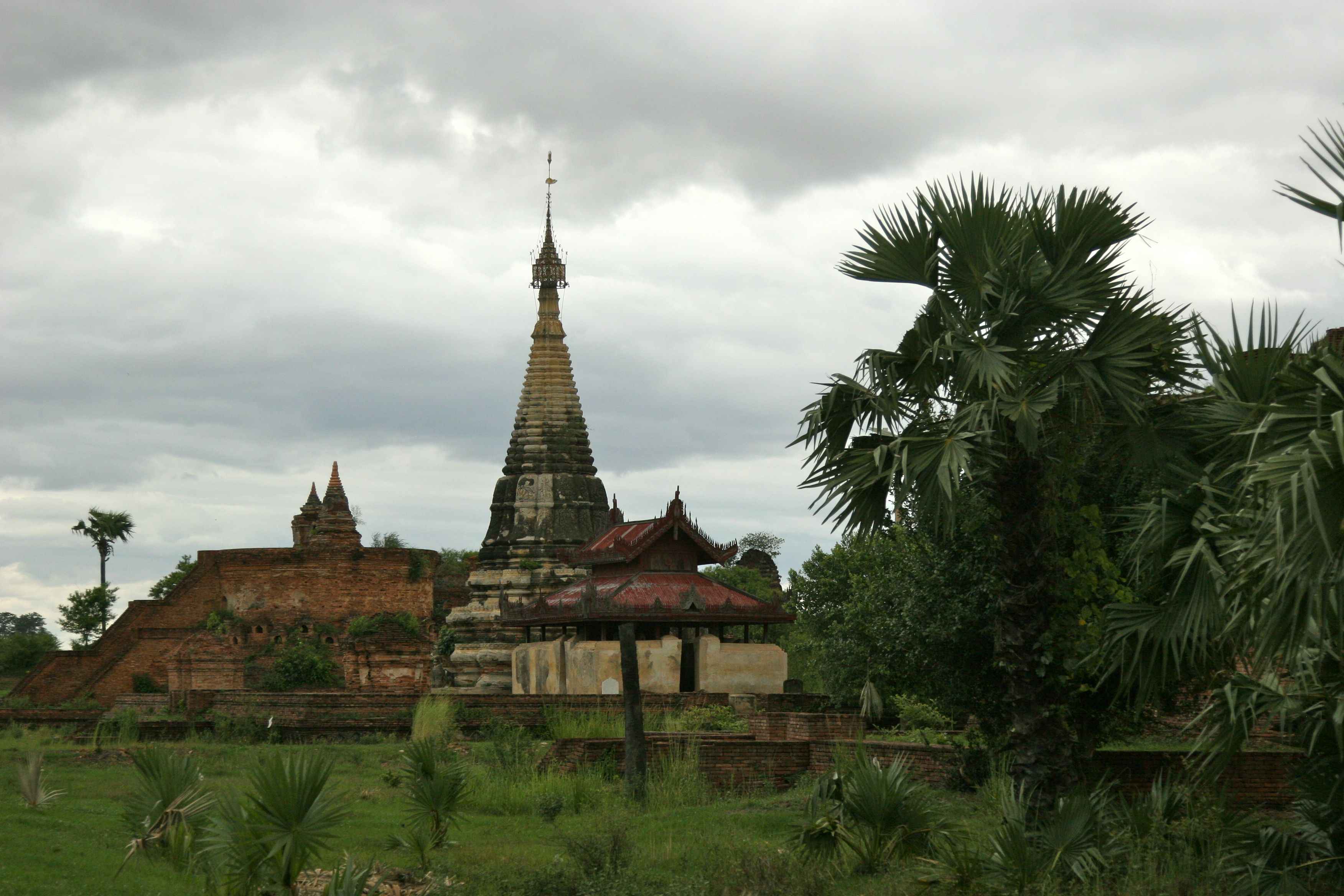
阿瓦城遺跡

1364年5月，德多明帕耶自稱實皆國王。麓川軍洗劫了上緬甸後，在雨季來臨前還師麓川，隨軍帶走了彬牙國王那臘都。他拖彌婆耶回到實皆城，他逐漸贏得廷臣的支持並重新聚集了實皆王國的軍隊。伊洛瓦底江對岸的彬牙新王烏茲那比昂則面臨王國南方東吁、卑謬、東敦枝、蒲甘等地的叛亂。1364年9月，德多明帕耶率軍渡江，攻佔彬牙城。他處死烏茲那比昂，立其王后紹翁瑪為自己的王后，並自稱彬牙國王。
德多明帕耶在米界河與伊洛瓦底江匯流處建立阿瓦城，建溝渠疏通附近的沼澤，阿瓦城位於實皆城與彬牙城之間，地近上緬甸的糧倉皎施地區，據說德多明帕耶的外曾祖父底哈都在1313年時也曾設想於此處築城建都。德多明帕耶原計畫6個月內建成阿瓦城，趕在旱季來臨前完工，幸而麓川在當年並未南下入侵，德多明帕耶有更充裕的時間來完成他的新城。阿瓦城為護城河與河流所環繞，有重要的戰略地位。阿瓦城在之後五百年的大部分時間中作為緬甸的首都，阿瓦也成為中國、英國對緬甸的代稱，緬甸國王因此也有「阿瓦金宮之主」的別稱。阿瓦城於1365年2月完工，德多明帕耶遷都於此，建立阿瓦王朝。
德多明帕耶此時已掌握上緬甸三個主要灌溉地區中的兩個，皎施與穆河地區。1365年雨季，他率軍往征第三個主要灌溉地區敏巫。1365年7月，蒲甘城不戰而降。敏巫的沙遇城防堅固，德多明帕耶多次進攻均未能攻下，在獲知東吁將領巴亞覺杜（Baya Kyawthu）率軍劫掠皎施地區後德多明帕耶回師協防。1365年至1366年的旱季，他拖彌婆耶攻佔東吁治下的岸韋貢（Nganwegon），親斬守將巴亞覺杜後在其屍體上用膳，這行為連其經驗豐富的幕僚都深感震驚。
德多明帕耶沒有繼續南征東吁，旱季時北方麓川的劫掠令其無法進行過多的征伐，麓川的劫掠持續至1368年。1366年至1367年的旱季，德多明帕耶進攻東敦枝，東敦枝城防堅固難以攻破，德多明帕耶遣人刺殺其重要守將，其後不久東敦枝投降。1367年雨季，德多明帕耶再次進圍沙遇。1367年9月，德多明帕耶染上天花，回師阿瓦，不久崩逝於蒲甘附近的瑞皎（Swegyo）。